# سایت‌اسکور
سایت‌اسکور (CiteScore به اختصار CS) یا شاخص استناد برای یک مجله علمی، سنجه‌ای است که میانگین تعداد استنادهای سالانه به مقالات اخیر منتشر شده در آن مجله را نشان می‌دهد. این شاخص توسط انتشارات الزویر و بر اساس استنادهای ثبت شده در پایگاه داده اسکوپوس منتشر می‌شود. رتبه‌بندی‌های مطلق و رتبه‌های درصدی (percentile) و چارکی (Quartile) نیز برای هر مجله در یک حوزه موضوعی مشخص گزارش می‌شوند.
این معیار ارزیابی مجلات، در سال ۲۰۱۶ به عنوان جایگزینی برای ضریب تأثیر (IF) گزارش‌های استنادی مجلات (JCR) که توسط کمپانی کلاریویت محاسبه می‌شود، راه‌اندازی شد. شاخص استناد (CiteScore) بر اساس استنادهای جمع‌آوری‌شده برای مقالات منتشر شده در چهار سال گذشته محاسبه می‌شود (به جای دو سال یا پنج سال در محاسبه ضریب تأثیر). روش بهبود یافته در ژوئن ۲۰۲۰ معرفی شد.

## نقدها
در زمان راه‌اندازی، بی‌طرفی سایت اسکور توسط برخی متخصصان کتاب‌سنجی مانند کارل برگستروم مورد تردید قرار گرفت زیرا گمان می‌رفت که مقالات منتشر شده توسط الزویر را به مقالات نیچر برتری می‌دهد.